# Delegazione Cuauhtémoc
La Delegazione Cuauhtémoc è una delle sedici delegazioni di Città del Messico. Il nome è dovuto all'imperatore azteco Cuauhtémoc che combatté nella battaglia di Tenochtitlán. Nella delegazione Cuauhtémoc sorgono, tra le altre, le colonie: Centro, Condesa, Juarez, Roma, Peralvillo, Nonoalco, Tlatelolco e Santa María La Ribera, per un totale di 34 colonie.
La delegazione Cuauhtémoc è caratteristica per essere il centro e il cuore del Distretto Federale, visto che copre la maggior parte del centro storico della città, le costruzioni che vi sorgono sono tra le più antiche della città.

## Siti di interesse
- Museo Casa di Alfonso Reyes, situato in Avenida Benjamín Hill, 122, colonia Condesa.
- Museo delle Cere di Città del Messico, situato in la calle de Londres, 6, colonia Juárez.
- Piazza Garibaldi, tra le vie Montero, Allende, Ecuador e l'asse centrale "Lázaro Cárdenas", colonia Guerrero.
- Museo della Città del Messico, situato in Avenida José María Pino Suárez No. 30, Centro Histórico.
- Piazza delle tre culture
- Plaza de la Ciudadela
- Museo Universitario del Chopo, museo della UNAM.
- Ex Teresa Arte Actual, museo di arte sperimentale.
- Museo Experimental El Eco
- Monumento alla Rivoluzione